# Kárász
Kárász is een plaats (község) en gemeente in het Hongaarse comitaat Baranya. Kárász telt 397 inwoners (2001).